# Ionica Munteanu
Ionica Munteanu (nascida em 7 de janeiro de 1979) é uma handebolista romena. Integrou a seleção romena feminina que terminou na nona posição no handebol dos Jogos Olímpicos de Verão de 2016, realizados no Rio de Janeiro, Brasil. Atua como goleira e joga pelo clube Universitatea Cluj-Napoca. Foi medalha de bronze no Campeonato Mundial de Handebol Feminino de 2015, na Dinamarca.

## Distinção internacional
- Copas das Vencedoras das Copas da EHF:
  - Finalista: 2008
- Copa EHF: 
  - Semifinalista: 2005, 2009
- Copa Challenge da EHF:
  - Campeã: 2006

## Prêmios individuais
- Melhor goleira do Campeonato Francês Feminino de Handebol de 2015